# Nahr Dijala
Nahr Dijala, Dijala (arab. ‏نهر ديالى‎, Nahr Diyālà, pers. ‏رودخانه سیروان‎, Rudxāne-ye Sirvān) – rzeka w Iraku i Iranie. Jej długość wynosi 445 kilometrów, a powierzchnia dorzecza 32 600 km². Przez większość biegu przepływa prowincją Dijala, która od niej wzięła swą nazwę, przez tereny zamieszkane głównie przez Kurdów. W Iranie znajduje się przy niej elektrownia wodna, w Iraku postawiono na jej trasie zapory Darbandichan i Hamrin.
Źródło rzeki znajduje się w górach Zagros, w pobliżu miasta Sanandadż. Górny bieg, w granicach Iranu, nosi nazwę Rudchane-je Sirwan. Nie jest żeglowna, natomiast jej doliną przebiega szlak handlowy między Irakiem a Iranem. Uchodzi do Tygrysu na południe od Bagdadu. Jest wykorzystywana w celach irygacyjnych, a za czasów Sasanidów oraz wczesnomuzułmańskich jej dolny bieg był częścią kanału Nahr an-Nahrawan. 
Jak podają Dzieje Herodota, król Cyrus Wielki kazał wykopać rowy odwadniające rzekę (wkrótce jednak zasypane przez piaski pustyni) jako karę za to, że utonął w niej poświęcony koń. Nad brzegami rzeki doszło też wcześniej do bitwy pod Halule, zwanej też bitwą nad Dijalą.